# Universidad Católica San Pablo

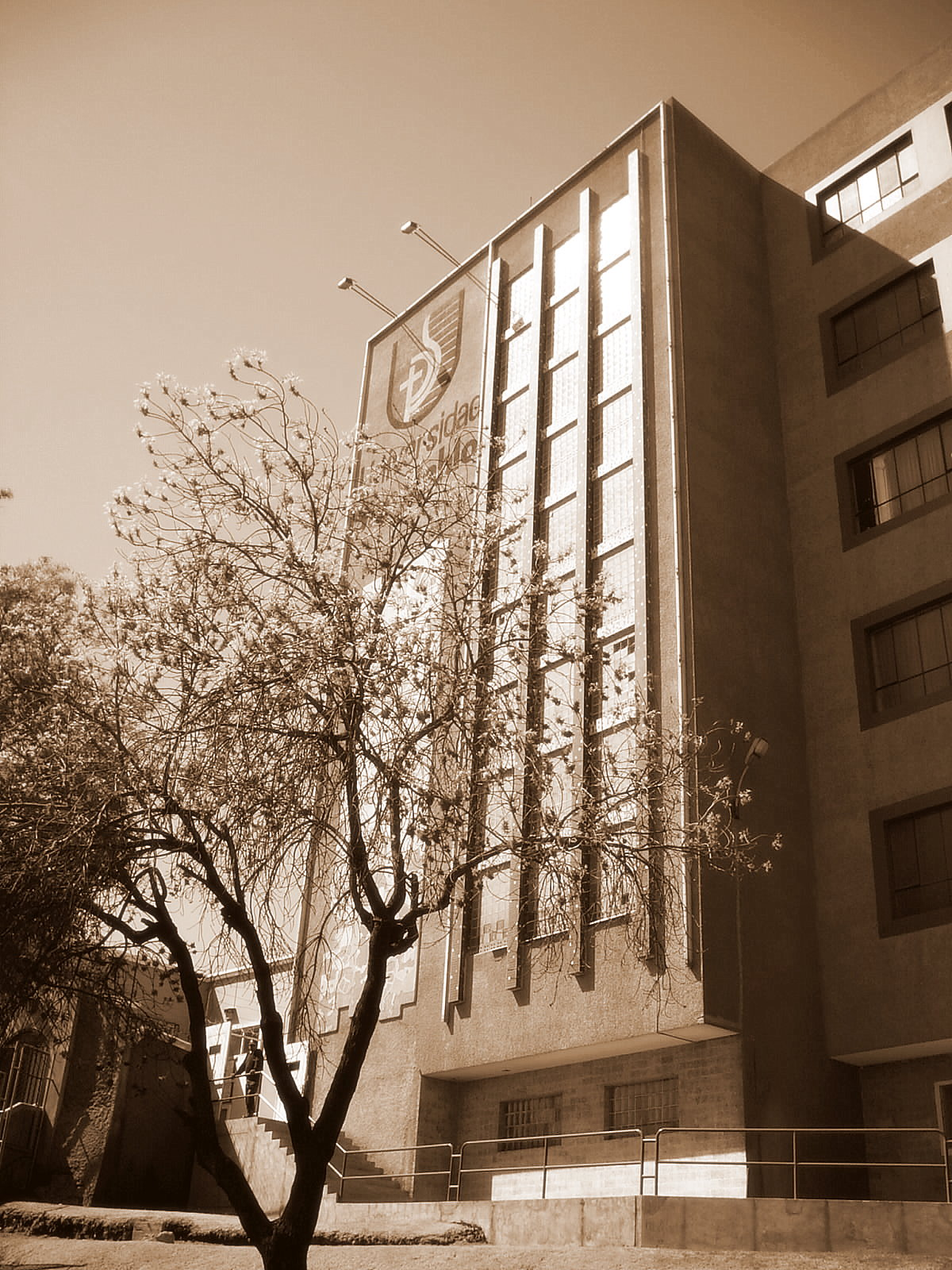
Hauptgebäude UCSP (2005)

Die Katholische Universität Sankt Paul (spanisch Universidad Católica San Pablo; kurz UCSP) ist eine Katholische Universität im Arequipa, Peru.

## Geschichte
Die Universidad Católica San Pablo wurde vom Sodalicio de Vida Cristiana (SCV), einer Kongregation päpstlichen Rechtes, und vom Centro de Investigación y Tecnología para el Desarrollo y las Ciencias Sociales (CITDEC) gegründet. Sie erhielt am 10. Januar 1997 die vorläufige Genehmigung für ihre Tätigkeit. Am 15. November 1999 erhielt die Universität San Pablo die Anerkennung als Katholische Universität mit Universidad Católica San Pablo. 2018 erfolgte eine organisatorische Neuausrichtung mit folgenden Fachbereichen:
- Fachbereich Geisteswissenschaften
- Fachbereich Mathematik und Statistik
- Fachbereich Naturwissenschaften
- Fachbereich Betriebswirtschaftslehre
- Fachbereich Informatik
- Fachbereich Rechts- und Politikwissenschaften
- Fachbereich Erziehungswissenschaften
- Fachbereich Psychologie
- Fachbereich Bauingenieurwesen
- Fachbereich Elektrotechnik und Elektronik
- Fachbereich Wirtschaftsingenieurwesen
- Fachbereich Architektur und Stadtplanung

## Leitung
Die Universität wurde bis zu dessen Auflösung 2025 vom Sodalicio de Vida Cristiana (SCV) geführt, zusammen mit dem Centro de Investigación y Tecnología para el Desarrollo y las Ciencias Sociales (CITDEC). Je drei Vertreter des Sodalicio und des CITDEC bildeten die Generalversammlung der Universität, die unter anderem den Rektor wählt.